# Lív nyelv
A lív nyelv (lívül: rāndakēļ ’parti nyelv’, līvõ kēļ ’lív nyelv’; lettül: lībiešu valoda ’lív nyelv’) a finnugor nyelvek balti-finn ágának déli csoportjához tartozó nyelv, amelyet a mai Lettország nyugati területén beszéltek. A lív nyelv 2013-ban hivatalosan kihalt az utolsó anyanyelvi beszélő halálával, mióta azonban Lettországban az egyetemen tanulható, a lett egyetemi ifjúság szűk körének tanult nyelve lett. A lív nyelv nem tévesztendő össze a lett nyelv lív nyelvjárásával.
Rokonnyelvei közül az észt áll hozzá a legközelebb, és ez hatott rá a leginkább, bár sok balti-finn tulajdonságát megőrizte, nagy hatást gyakorolt rá a lett nyelv is, amely hatás megmutatkozik mind a hangtan, mind a nyelvtan, mind a szókészlet területén. Különlegessége, hogy a lívben találjuk a legkevesebb névszói esetet a balti-finn nyelvek közül. Az egyes szavak esetében fellépő tőbelseji váltakozások és a többes számban megfigyelhető többesszámjel- és esetrag-egybeolvadások miatt a lív tett szert a legtöbb flektáló tulajdonságra a finnségi nyelvek közül. Egyedül itt őrződött meg a datívusz-rag. A lívben nem létezik a fokváltakozás jelensége. A lívben maradt meg a legjobban a tagadó ige ragozása.

## Története

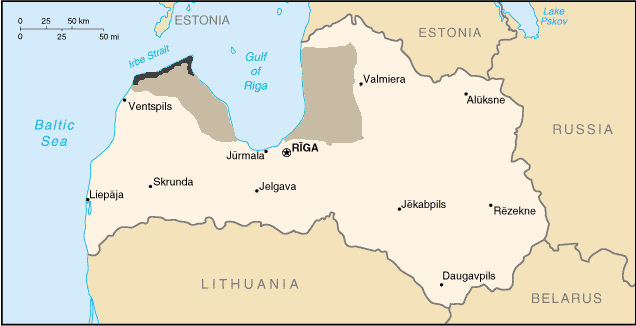
A lív nyelvet korábban nagy területen beszélték, ezt a térkép szürkével jelöli. A két nagy nyelvjárás közül a keleti avagy livlandi a 19. században kihalt, és a nyugati avagy kurlandi is erősen visszaszorult a Kurlandi-félsziget nyugati partjára, a feketével jelölt részre.

A lívekről úgy tartják, hogy a balti-finn népek egy önálló törzse volt, amely hajdan egész Livónia területén élt. A Baltikum folyamatos háborúskodásai azonban őket sem kímélték, és a lív népesség folyamatosan asszimilálódott a lett nyelvű lakosságba.
A lívek és a lív nyelv első tudományos igényű vizsgálata Andreas Johan Sjögren finn nyelvész és etnográfus, valamint Ferdinand Johann Wiedemann észt nyelvész és botanikus nevéhez kötődik. A két tudós az 1840-es és 1850-es években többször jártak a lívek lakta területeken. A lívnek akkoriban két nyelvjárása volt ismert: a nyugati avagy kurlandi és a keleti avagy livlandi, Sjögren expedíciói idején már csak igen kevés kurlandi lívvel találkozott, a beszélők asszimilálódásával a keleti nyelvjárás hamarosan eltűnt.
Egyes források három nyelvjárást különböztetnek meg, a nyugatin és a keletin kívül beszélnek egy központi avagy īrai nyelvjárásról (a lív Īra, lettül Lielirbe város nevéből), amely a nyugati alnyelvjárásnak tekinthető. A keleti és a nyugati nyelvjárás között csekély volt az eltérés, főleg magánhangzó-különbségekre korlátozódott. A keleti nyelvjárásban megtalálható volt az ö, ő és az ü, ű hangok, amelyek a nyugatiból hiányoznak.
Az első lív nyelvű könyvet Sjögren és Wiedemann adták ki Londonban 1863-ban, amely a Máté evangéliumának keleti és nyugati nyelvjárásbeli fordítása volt. További művek is megjelentek a tollukból: Sjörgen Zur Ethnographie Livlands című néprajzi műve 1849-ben, valamint kettejük közös munkája, az első lív nyelvtan a Livische Grammatik nebst Sprachproben és az első lív szótár Livisch-deutsches und deutsch-livisches Wörterbuch 1861-ben.

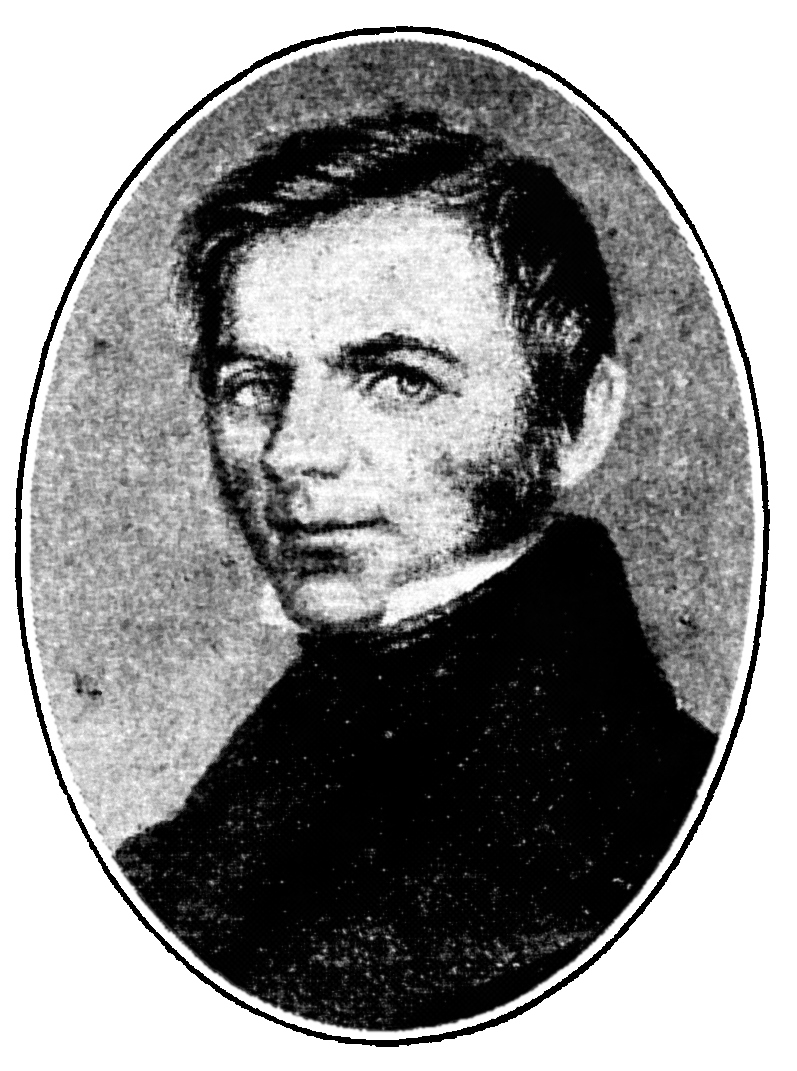
Ferdinand Johan Wiedemann (1805 Haapsalu – 1887 Szentpétervár) észt nyelvész és botanikus.
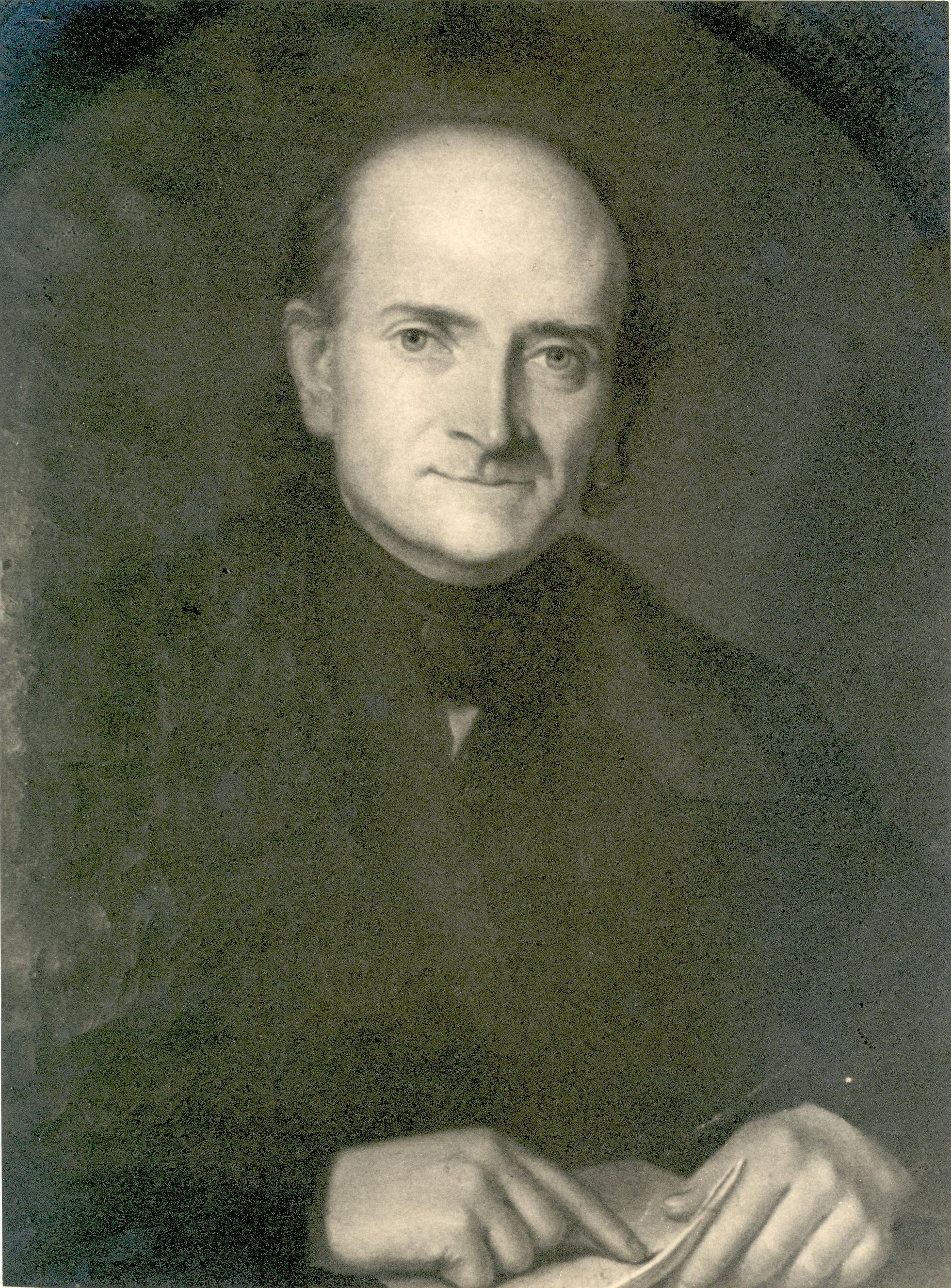
Andreas Johan Sjögren (1794 Iitti – 1855 Szentpétervár) finn nyelvész, történész és etnográfus.
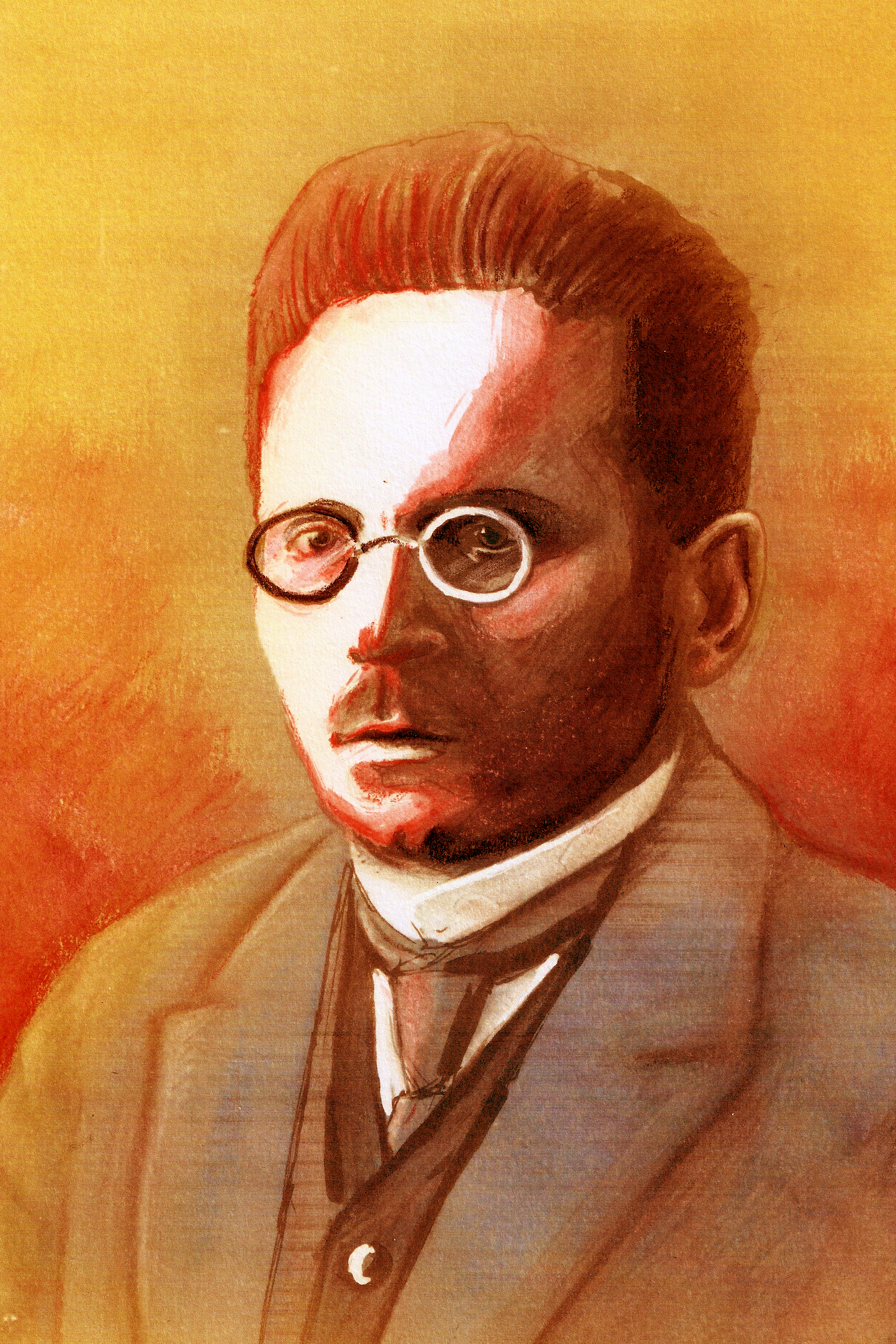
Lauri Einari Kettunen (1885 Joroinen – 1963 Helsinki) finn nyelvész, a finn és déli finnségi nyelvek kutatója, a tartui és a helsinki egyetem professzora.
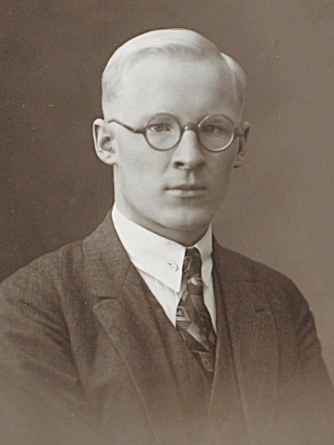
Oskar Loorits (1900 Kõpu – 1961 Uppsala) észt néprajzkutató, az észt tudományos akadémia tagja, aki lív énekeket és meséket gyűjtött.

A nyelvészeti és néprajzi munkáknak az első világháború vetett véget. Az országhatáron élő néhány ezres lív közösség nagy részét kitelepítették. Az orosz forradalom után, 1918-ban Lettország kikiáltotta a függetlenségét, kezdetét vették a lett és a lív nemzeti mozgalmak. 1921 és 1926 között Lauri Kettunen finn nyelvész és Oskar Loorits észt etnográfus öt lív nyelvű olvasókönyv jelent meg, ekkor alakult ki a ma is használatos, lett és észt helyesírási elveken alapuló lív írásrendszer. A kibontakozó lív nemzeti mozgalom egyik vezéralakja Kōrli Stalte (németül: Karl Stalte, lettül: Kārlis Stalte), költő és műfordító volt. 1923-ban megalapították a Lív Szövetséget (lívül: Līvõd Īd, lettül: Līvu Savienību), a Szövetség otthonát jelentő Lív Házat finn, észt, lett és magyar támogatással építették meg a legnépesebb lív városban Mazirbében 1939-ben. Stalte vezetésével alakították ki a lív nemzeti jelképeket is, a költő Hazám című verse lett a lív himnusz. 1939-ben kiadott egy 106 verset tartalmazó könyvet Līvlist vaimli loulrāntõz (A lívek vallásos énekkönyve) címmel, 1942-ben jelent meg Újszövetség-fordítása.

Az 1920-as években alkották meg a lív nemzeti jelképeket, többek között a lív zászlót is. A kék a tenger vizét, a fehér a partmenti homoksávot, a zöld az azon túli fenyőerdőt jelképezi.

A két világháború közötti korszak volt a lív nyelvű irodalom virágkora, a korszakban mintegy 50 lív vonatkozású kiadvány látott napvilágot, többek között a Līvli című folyóirat, amelyet minden hónapban térítés nélkül kaptak a lív családok 1931 és 1939 között. A lívet a helyi iskolákban anyanyelvként kezdték tanítani.
A második világháború emigrálásai és deportálásai nyomán az egységes, néhány ezres lív nyelvű közösség szinte teljesen eltűnt, az 1950-es évekre nem maradt egyetlen lív nyelvű falu sem. Az 1980-as években azonban ismét megújulási mozgalom kezdődött. Lettország ismételt függetlenné válása után 1991-ben a lett kormány létrehozta a Lív partvidék (lívül: Līvõd Rānda, lettül: Lībiešu krasts) elnevezésű védett lív kulturális-történeti területet. 1993-ban ismét felavatták a Lív Házat, ahol 1994-ben pedig tudományos konferenciát tartottak régészeti, néprajzi, nyelvészeti és irodalmi témákban, amely során pontosították a lív helyesírást. Az 1999-es lett nyelvtörvény a lívet olyan nyelvvé nyilvánította, amelynek megőrzését az állam magára vállalta. A törvény szerint a lív Lettország egyik őshonos nyelve.
| Valsts valodas likums 3.pants. (1) Latvijas Republikā valsts valoda ir latviešu valoda. 4.pants. Valsts nodrošina lībiešu valodas kā pirmiedzīvotāju (autohtonu) valodas saglabāšanu, aizsardzību un attīstību. 5.pants. Ikviena cita Latvijas Republikā lietotā valoda, izņemot lībiešu valodu, šā likuma izpratnē ir uzskatāma par svešvalodu. | Állami nyelvtörvény 3. § (1) A Lett Köztársaság hivatalos nyelve a lett. 4. § Az állam biztosítja a lív nyelvnek mint őshonos (autochton) nyelvnek a megőrzését, védelmét és fejlesztését. 5. § Minden, a Lett Köztársaságban használt egyéb nyelvet, kivéve a lív nyelvet, amely ezen törvényben szerepel, idegen nyelvnek kell tekinteni. |

Ennek eredményeként az a furcsa helyzet állt elő, hogy míg az ország lakosságának 30%-át kitevő, kb. 900 ezres orosz kisebbség nyelve semmilyen hivatalos státusszal nem bír, addig a gyakorlatilag kihalt lív a törvény alapján megőrzendőnek, védendőnek és fejlesztendőnek számít.
A lívek a világháborús kitelepítések és a migráció miatt a világ szétszórtan élnek (elsősorban Lettországban, Észtországban, Oroszországban, Kanadában, az Egyesült Államokban és Svédországban), ezért a sajtó már többször tudósított az utolsó anyanyelvi lív haláláról: 2002-ben Pauline Kļavi, 2007-ben Valda Marija Šuvcānete, 2010-ben pedig Erna Vanagat halálakor.
2009-ben hunyt el az 1921-es születésű Viktor Berthold, aki még lívül beszélő családban nőtt fel, és csak az iskolában kezdett lettül tanulni. "A második világháború után több nyelvésznek is adatközlője volt, a kilencvenes években lív nyelvi táborokban gyerekeket tanított anyanyelvére." Viktor Berthold Grizelda Kristiņa unokatestvére volt.
Grizelda Kristiņa 103 éves korában hunyt el 2013-ban. 1910-ben született, családja 1944-ben emigrált Kanadába. "Hangját egy cd őrzi, melyen a Līvõ kēļ (Lív nyelv) lív nyelvkönyv olvasmányainak szövegét olvassa fel". Jelenleg úgy tudjuk, ő volt az utolsó, aki a lívet anyanyelvként beszélte.
A lív nyelvet jelenleg a Tartui Egyetemen (Tartu Ülikool), a Helsinki Egyetemen (Helsingin Yliopisto), a Lett Tudományegyetemen (Latvijas Universitāte) és Lettország Kulturális Akadémiáján (Latvijas Kultūras akadēmija) is tanítják, és körülbelül 250-en beszélik második nyelvként valamilyen szinten. Napjainkban mintegy 200-an vallják magukat lívnek Lettországban, ők bár lettül beszélnek a mindennapokban, rendszeresen összegyűlnek, hogy egymással találkozzanak, és hogy a nyelvet gyakorolják.

## Hangtan és hangjelölés

### Magánhangzók
| IPA    | [ɑ] | [ɑː] | [æ] | [æ:] | [ɛ] | [ɛː] | [i] | [iː] | [o] | [oː] | [ʊ] | [ʊː] | [ø] | [øː] | [ɤ] | [ɤː] | [u] | [uː] | [y] | [yː] |
| magyar | (ȧ) | á    | e   | (ē)  | ë   | é    | i   | í    | o   | ó    | –   | –    | ö   | ő    | –   | –    | u   | ú    | ü   | ű    |
| észt   | a   | aa   | ä   | ää   | e   | ee   | i   | ii   | o   | oo   | –   | –    | ö   | öö   | õ   | õõ   | u   | uu   | ü   | üü   |
| lív    | a   | ā    | ä   | ǟ    | e   | ē    | i   | ī    | o   | ō    | ȯ   | ȱ    | (ö) | (ȫ)  | õ   | ȭ    | u   | ū    | (ü) | (ǖ)  |
| lett   | a   | ā    | e   | ē    | e   | ē    | i   | ī    | o   | o    | –   | –    | –   | –    | –   | –    | u   | ū    | –   | –    |

A magánhangzók tekintetében a lív hangrendszer közelebb áll az észthez: a lívnek és az észtnek sokkal több közös hangja van; a lív helyesírás mégis a lett hangjelölési elveket követi. Míg az észtben a magánhangzók hosszúságát betűkettőzés, addig a lettben és a lívben a betű fölött elhelyezett vízszintes vonal, a makron jelöli.
Az a betű mind a három nyelvben a rövid á hangot takarja az indoeurópai és a finnugor nyelvekhez hasonlóan.
Az ä nyílt e-t jelöl, amely a magyar a hang elöl képzett párja, ejtése az a és az e hang között van. Mind a három nyelvben megkülönböztetik az ä-t és az e-t egymástól, de a lettben a különbséget a helyesírás nem tükrözi. Viszont amikor egy szó átkerült a lettből a lívbe, a lív helyesírás megmutatja a hang minőségét, pl.: lett bez ’nélkül’, lív bäs ’nélkül’.
Ugyanez igaz az o esetében is, ugyanis a lett helyesírás nem különbözteti meg a rövid és a hosszú o hangot. Ez avval magyarázható, hogy a lettben történetileg hiányzott az o hang, az ugyanis összeolvadt az a hanggal, az o betű pedig az ou diftongus jelölésére szolgált. A rövid és a hosszú o idegen eredetű szavakkal került vissza a nyelvbe, pl.: oktobris = oktōbris. A lívben található lett jövevényszavakban az uo diftongusként jelenik meg, pl.: toumär ’de, viszont’ lett tomēr ’de, viszont’.
Az ȯ egy sajátos, az u és az o között található hang. Nem túl gyakori, csak néhány szóban fordul elő (főként a létige bizonyos alakjaiban és egypár névszóban).
Az õ egy centrálisan képzett hang, amely a magyar ö hangra hasonlít, de nem labiális, azaz az ajak nem kerekített az ejtéskor. Az õ hang megtalálható a lívben, az észtben és a võróban is, sajátos déli balti finn hang.
Az ö és az ü hangok (ez utóbbit korábban y-nal is jelölték finn mintára) a ma már nem fordulnak elő a nyelvben. Korábban még őrződött egyes nyelvjárásokban, de a mai egységesített lívben már nem jelennek meg. Az ö minden formájában eltűnt, jellemzően ie/īe diftongus lett belőle, pl.: észt köha : lív kiev ’köhögés’; észt öö : lív īe ’éjszaka’; a közfinn ö-t tartalmazó diftongusai viszont már az észtben sincsenek meg, pl.: finn löytää : észt leidma : lív lieudõ ’talál’. Az ü i-ként, az ǖ ī-ként folytatódott, pl.: finn sydän : észt süda : lív sidām ’szív’; észt küün : lív kīņ ’istálló’; diftongusként mély hangrendű lett, pl.: finn täysi : észt täis : lív tauž ’tele’.

### Diftongusok
A lívben jellemzőek az i és az u utótagú diftongusok. A következő kettőshangzók találhatók meg a nyelvben: ai, ei, ie, ȯi, oi, õi, ou, õu, iu, ui, äu, uo.
|        |   | előtag | előtag | előtag | előtag | előtag | előtag | előtag | előtag |
| a      | ä | e      | i      | o      | ȯ      | õ      | u      |        |        |
| ------ | - | ------ | ------ | ------ | ------ | ------ | ------ | ------ | ------ |
| utótag | e | –      | –      | –      | ie     | –      | –      | –      | –      |
| utótag | i | ai     | –      | ei     | –      | –      | ȯi     | õi     | ui     |
| utótag | o | –      | –      | –      | –      | –      | –      | –      | uo     |
| utótag | u | –      | äu     | –      | iu     | ou     | –      | õu     | –      |

### Mássalhangzók
A nem palatális mássalhangzók írásképe és kiejtése megegyezik a magyarral két kivételtől eltekintve. A c hangot – eltérően a lett megfelelőjével – ts hangkapcsolatként írják. Az s hangértéke a legtöbb nyelvhez hasonlóan sz. Az észtben a c, f és z hangok csak idegen eredetű szavakban fordulnak elő.
| IPA    | [b] | [t͡s] | [d] | [f] | [ɡ] | [h] | [j] | [k] | [l] | [m] | [n] | [p] | [r] | [s] | [t] | [v] | [z] |
| magyar | b   | c    | d   | f   | g   | h   | j   | k   | l   | m   | n   | p   | r   | sz  | t   | v   | z   |
| észt   | b   | (c)  | d   | (f) | g   | h   | j   | k   | l   | m   | n   | p   | r   | s   | t   | v   | (z) |
| lív    | b   | ts   | d   | f   | g   | h   | j   | k   | l   | m   | n   | p   | r   | s   | t   | v   | z   |
| lett   | b   | c    | d   | f   | g   | h   | j   | k   | l   | m   | n   | p   | r   | s   | t   | v   | z   |

A lívben létezik a nem palatális és a palatális hangok szembenállása, amely jelentés-megkülönböztető szereppel bír, és az írásrendszer is jelöli. A nem palatális-palatális szembenállás fonológiai és nem fonetikai természetű, azaz – ellentétben a litvánnal vagy az orosszal – nem a hang környezetétől függ, vagyis nem lágy-kemény korreláció. Ebből a szempontból a lív a letthez hasonlít leginkább, a két nyelvben ugyanazokat a palatális hangokat találhatók meg.
| IPA    | [t͡ʃ] | [ɟ] | [ʎ]  | [ɲ]  | [rʲ] | [ʃ] | [c]  | [ʒ] |
| magyar | cs   | gy  | (ly) | ny   | –    | s   | ty   | zs  |
| észt   | –    | –   | (l’) | (n’) | –    | (š) | (t’) | –   |
| lív    | tš   | ḑ   | ļ    | ņ    | ŗ    | š   | ţ    | ž   |
| lett   | č    | ģ   | ļ    | ņ    | (ŗ)  | š   | ķ    | ž   |

Az észtben minden hang meglágyulhat, amely után i hang következik, ez azonban nem nyelvrendszerbeli jelenség, és csak négy esetében bírhat jelentés-megkülönböztető szereppel (palk ’bér’ : pal’k ’gerenda’; kann ’kancsó’ : kan’n ’játék’; jutt ’történet’ : jut’t ’sáv’; viis ’öt’ : viis’ ’szokás’); ezt az esetleges különbségtételt az íráskép nem jelöli.
A lettben és a lívben megtalálható az összes olyan palatális hang, amely a magyarban is, a lettben a szibillánsok esetében a palatalizáltságot az ún. hacsek, a többi esetben pedig az ún. bal farok avagy cédille jelöli.
A lívben a cs-t tš hangkapcsolattal írják. A lettben és a magyarban fonetikailag nem következetesen a g-hez kötik a gy hangot (magyar gy, lett ģ) , evvel szemben a lívben a képzési hely szerint pontosabb a d-hez (ḑ). A lettben és a lívben is megtalálható a magyarban már csak nyelvjárásokban élő ly hang.
A lívben az r-nak is van palatális párja, amely történetileg a lettben is megtalálható, de a mai helyesírásban nem jelölt, holott erre vissza-visszatérő törekvések vannak.
A ty hangot a magyarhoz hasonlóan a t-hez köti a lív íráskép (ţ).

### Ábécé
| A a | Ā ā | Ä ä | Ǟ ǟ | B b | C c | Č č | D d | Ḑ ḑ | E e | Ē ē | F f | G g | H h | I i | Ī ī |
| J j | K k | L l | Ļ ļ | M m | N n | Ņ ņ | O o | Ō ō | Ȯ ȯ | Ȱ ȱ | Õ õ | Ȭ ȭ | P p | R r | Ŗ ŗ |
| S s | Š š | T t | Ț ț | U u | Ū ū | V v | Z z | Ž ž |     |     |     |     |     |     |     |

## Névszóragozás

### Esetrendszer
A lív nyelv esetrendszere sokban hasonlít más balti finn nyelvek esetrendszeréhez szerkezetét illetően, megtalálunk benne sok, a közfinn alapnyelvre visszavezetett esetragot, bár ezek közül nem mindegyik tekinthető produktívnak. A finnugor nyelvekre jellemző irányhármasság a lívben is megfigyelhető, de a finnségi nyelvekre jellemző belső és külső helyhatározói rendszer alapvetően visszafejlődött. Az közfinn alapnyelvi esetragok alakjaihoz képest a lívben ‑ más déli finnségi nyelvekhez hasonlóan ‑ jellemző a redukálódás (elsősorban a magánhangzók teintetében, ami a hangrendi illeszkedés eltűnéséhez vezetett) és (főleg a többes számú alakoknál) bizonyos hangok palatalizálódása. A hagyomány úgy tartja, hogy a balti-finn nyelvek közül a lívben maradt meg a legkevesebb eset (és a vepszében található a legtöbb), illetve a lív esetrendszere vette fel a legtöbb, a flektáló nyelvekre jellemző vonást (a többes számú alakokban a többes szám jele és az esetrag nem különíthető el egymástól, valamint számos alapnyelvi szóban belső flexió is megfigyelhető).
A lívben két szám (egyes és többes szám) és tíz eset található.
1. A nominatívusz avagy alanyeset alapvetően a mondat alanyának és az állító mondat névszói állítmányának esete, amely jelöletlen.
2. A genitívusz avagy birtokos eset a birtokos jelző esete, amely birtoklást, rész-egész viszonyt és egyéb kapcsolatot fejez ki. A birtokos eset ragja testetlen, az alanyesetű és a birtokos esetű alak az egytövű szavak esetében megegyezik, a szabályos, többtövű szavak esetében utolsó szótagi alakváltozás történik, míg a számtalan alapnyelvi, rendhagyó szavaknál tőbelseji magánhangzó- és mássalhangzó-váltakozások lehetségesek.
3. Az akkuzatívusz avagy tárgyeset ‑ a többi finnségi nyelvhez hasonlóan ‑ a határozott és teljes tárgy esete, amely alakilag mindig megegyezik az alanyesettel, ezért bizonyos nyelvtanok nem veszik fel önálló esetként.
4. A partitívusz avagy részelő eset jellemzően finnségi eset, amely a határazatlan és részleges tárgy formája. Szintén partitívuszban áll a tárgy, ha anyagnév vagy elvont főnév, és minden olyan szó, amelynek számnévi mennyiséghatározója van.[14] A partitívusznak számtalan formája van: -õ, -Cõ, -dõ, -da, -tõ, -tā, -t; és lehet jelöletlen is. A részelő eset a többtövű szavak esetében jellemzően az alanyesettől eltérő tőhöz járul.
5. A datívusz avagy részeseset a címzett esete a mondatban (mint a magyar -nak/-nek rag), és a birtoklást kifejező habeo-szerkezetben a birtokos kifejezője. A datívusznak három alakja van: -n, -õn, -Cõn. A datívusz a finnségi nyelvek közül egyedül a lívben maradt meg.
6. A transzlatívusz avagy eredményeset vagy változtató eset valamivé válást fejez ki, a mondatban állapot- vagy eredményhatározó, a magyar -vá/-vé ragnak feleltethető meg. Különböző alkokban él: -kõks/-õks/-ks.
7. Az insztumentális avagy eszközhatározói eset a mondatban megjelölt cselekvés eszközét nevezi meg, más európai nyelvekhez hasonlóan az eszközhatározói eset egyben társhatározói eset avagy komitatívusz vagy szociatívusz is. Az insztrumentálisz mindig azonos alakú a transzlatívusszal, ezért a nyelvtanok szinte mindig a kettőt vagy egyik, vagy másik névvel illetik, és nem kezelik külön.
8. Az illatívusz a hová? kérdésre válaszoló belső helyhatározói eset, amely a magyar -ba/-be ragnak felel meg.
9. Az inesszívusz a hol? kérdésre válaszoló belső helyhatározói eset, a magyarban -ban/-ben raghoz hasonló. Szintén sok alakban fordul elő: -s, -š, -sõ, -šõ, -õs.
10. Az elatívusz a honnan? kérdésre válaszoló belső helyhatározó eset, a magyarban -ból/-ből raggal fordítható. Különböző formákban él: -st, -št, -stõ, -štõ, -õst.

Bizonyos nyelvtani esetek visszaszorultak, és csak rendhagyó esetekben vagy rögzült formákban fordulnak elő.
- Az abesszívusz valami nélküliséget kifejező állapot- vagy módhatározó, a lívben ez az eset már csak a bäs (< lett bez) 'nélkül' vagy a ilmõ 'nélkül' elöljárószókkal együtt fordul elő, mivel más finnségi nyelvekben az ilmõ-nek megfelelő viszonyszók gyakran partitívusszal állnak, ezért a lívben az abesszívusz ezekben a szerkezetekben a partitívusz javára visszaszorult.
- Az esszívusz avagy minőséghatározói eset valamilyen állapotban való létezést fejez ki, gyakorlatilag kiveszett a lívből, a múlt században még találtak rá példát, pl.: Siedā ma kūliz lapsõn vȯlts. ’Ezt gyerekként hallottam. tkp. gyerekként voltomban.’[15]
- Az insztruktívusz mód-, állapot- vagy időhatározó a mondatban, már csak néhány rögzült formában lelhető fel a nyoma, pl.: jālgiņ ’gyalog’, pāikiņ ’egyedül’, pǟviņ ’nappal’.
- Az allatívusz, adesszívusz és az ablatívusz a finnségi nyelvek külső helyhatározói esetei, amelyek a hová? (allatívusz ‑ magyar: -hoz/-hez/-höz), hol? (adesszívusz ‑ magyar: -nál/-nél) és honnan? (ablatívusz ‑ magyar: -tól/-től) kérdésekre válaszolnak. A lívben ezek az esetek eltűntek, helyüket névutók és elöljárószók vették át.

## Igeragozás

### Az igei toldalékok története
A lív igei toldalékok között történetileg ötféle toldaléktípust találhatunk:
1. Bizonyos toldalékok a finnugor alapnyelvig visszavezethetők, ilyen például a PFU *-i múltidőjel, amely a legtöbb balti-finn nyelvben megőrződött, a lívben -iz vagy -īz az alakja, mivel egyes igékben bizonyos hangváltozások következtében összeolvadt a tővel, és később ez az alak jelent meg minden igén.
2. Az infinitívusz -dõ/-da alakja viszont csak a közfinn korig vezethető vissza, és mindegyik balti-finn nyelvben megtalálható. A PF *-ta/-tä eredetileg deverbális nomenképző volt, és az egyes leánynyelvekben számtalan alternatív formája van különböző hangváltozásoknak köszönhetően.
3. A *-ksi feltételesmód-jel csak a balti-finn nyelvek déli csoportjában lelhető fel, azt észtben -ks, a lívben -õks/-āks/-aks alakban találjuk.
4. Mind a lívben, mind a hozzá igazán közel álló észtben megtalálhatjuk az úgynevezett parancsoló avagy jusszív módot, ennek jele mindkét nyelv esetében a felszólító mód PFU *-k jeléből alakult ki, ezen funkcióját és a felszólító módtól elkülönülő alakját azonban csak ebben a két nyelvben találjuk meg. Az észtben -gu,a lívben -õg formában.
5. Bár az észtben és a lívben is létezik referatív mód, de csak a lívben szolgál ennek kifejezésére a létigével álló -iji/-ji képzős alak, a referatív mód minden valószínűség szerint balti hatásra honosodott meg, és mind az észt, mind a lív önállóan honosította meg saját belső elemeinek a felhasználásával.

### A lív igeragozási rendszer
A lív igéknek:
- hat személye: három személy az egyes és három a többes számban;
- hat módja: kijelentő mód (indicativus), felszólító mód (imperativus), feltételes mód (condicionális),
parancsoló mód (jussiv), referatív mód (quotativus) és kötelező mód (debitivus);
- öt igeideje: egyszerű jelen (praesens) és múlt (praeteritum),
valamint összetett jelen (perfectum), múlt (plusquamperfectum) és jövő idő (futurum perfectum)
- két igeneme: cselekvő (activ) és szenvedő (passiv) igeneme van.

A kijelentő, feltételes és felszólító mód, valamint az egyszerű igeidők használata megegyezik a magyaréval.
A parancsoló mód közvetett parancsolást kifejez ki, tulajdonképpen a felszólító módot helyettesíti a mellékmondatokban.
- Pōlab jumāltõ, laz ta tulgõ ja äbțõg. Kérjük istent, hogy jöjjön és segítsen.
- Ma brīḑiz tǟnda, algõ ta nei rõkāndõg. ’Figyelmeztettem őt, hogy ezt ne mondja.’

Referatív módban olyan kijelentések állnak, amelyeket a beszélő valaki mástól vett át, az állítással vagy nem ért egyet, vagy nincs tisztában annak igazságtartalmával. Gyakran mellékmondatokban fordul elő.
- Tämpõ līji prēmijd jaggimi. ’(Állítólag) ma van a prémium osztása.’
- Lešti vejjõm vadāks līvlizt vȯļļid oppõnd sǭrlizt kädst. ’A tőkehal vaddal [speciális háló] való kifogását a lívek (állítólag) a Saaremaa-beleiktől tanulták.’

A kötelező mód kötelességet, kötelezettséget fejez ki szerkezet formájában. A kötelező mód különleges a módok között, mivel, akire vagy amire a kötelezettség hárul, a mondatban részes esetben áll. Egy szerkezeten a kötelező módon túl más módok jelei vagy segédszavai is megjelenhetnek.
- Vīļa um agāņi, siedā um tīemõst pūdõks. ’A gabona pelyvás, meg kell tisztítani.’
- Mäddõn vȯlks vȯnd ätsmidēgõst mǟngamõst. ’Kellett volna játszanunk valamit.’

Az egyszerű igeidőkön túl a lívben található még egy összetett jelen idő is, amely a múltban kezdődő, de a jelenig ható cselekvések történések igeideje, és egy összetett múlt, amely régmúltat vagy az egyszerű múlt időhöz képest előidejűséget fejez ki.
- Siz täm āigis, ku ta um läpš vȯnd. ’Azokban az időkben, amikor ő gyerek volt.’
- Ta mǟdliz pigātagā amḑi kūožidi, kus ta igāniz vȯļ kǟnd. ’Eszébe jutott szinte az összes hely, ahol (korábban) járt.’

A lívben jelen idejű alakok kifejezik ki a jövő időt. Ugyan létezik összetett jövő idő, amely előidejűséget fejez ki, de ez gyakorlatilag nincs használatban.
- Ma altõb tūlda, siz līb sieldõm. ’Meggyújtom a tüzet, és akkor lesz fény.’
- Ma tulāb ildīņ, ku līb aigõ. ’Azonnal jövök, így lesz idő.’
- Sīḑštīž mēg irgõm aigõ. ’Innen fogjuk kezdeni mérni.’

## Szókészlet

### Égtájak
A finnségi nyelvek egy jellemző sajátja, hogy nyelvileg nem csak a négy fő égtájat különböztetik meg, az egyéb irányokat pedig nem ezek kombinációjával fejezik ki, hanem külön szavaik vannak rá. A finnben, észtben és lívben felfedezhetjük az egymásnak megfeleltethető alakok sorát, amelyek azonban nem minden esetben jelentik ugyanazt az égtájat.
| luode loe lūod           | pohjoinen põhi pūoj        | koillinen kirre idā   | - A finn: luode ’északnyugat’ – észt: loe ’északnyugat’ – lív: lūod ’északnyugat’ szavak alakja rokon, jelentésük pedig azonos. Az észt loe birtokos esetű alakja, a loode, jobban megmutatja a szó eredeti alakját. - A finn: pohjoinen ’észak’ – észt: põhi ’észak’ – lív: pūoj ’észak’ szavak szintén megfelelnek egymásnak. Eredetük vitatott, de annyi bizonyos, hogy a finn pohja, az észt põhi és a lív pūoj ’fenék, vég, alap(zat)’ jelentésű. - A finn: länsi ’nyugat’ – észt: lääs ’nyugat’ – lív: lēņtš ’délnyugat’ szintén összetartoznak, bár a lív változat jelentése eltér a másik kettőtől. A finn länt- erős tő, az észt lääne birtokos esetű alak, és a lív lǟnd- ragok előtt megjelenő alak jobban megmutatja a szavak közös eredetét. - A finn: itä ’kelet’ – észt: ida ’kelet’ – lív: idā ’északkelet’ szavak egy feltételezett *itä ’kelet’ jelentésű közfinn szóból származnak. - A finn: luonas ’délnyugat’ – észt: lõuna ’dél’ – lív: lȭinag ’dél’ szavak összefüggésben állnak a közfinn *lowna 'nap, dél' jelentésű szóval, a luonas a finnben a napszakot és az ebédet is jelenti. Az észtben létezik a nyelvjárási lõunag forma is, a lív közelebb áll ehhez. - A finn: etelä ’dél’ – észt: edel ’délnyugat’ – lív: jedāl ’dél’ szintén összetartoznak, vélhetően a közfinn *ete- ’elülső’ szót és *-la helynévképzőt tartalmazzák. A lívben a szóelején gyakran megjelenik egy másodlagos j- hang, egyes szavaknak ennek megfelelően két párhuzamos alakja is létezik, pl.: emīņ : jemīņ ’több’ vagy jemā : ǟma ’anya’ (vö. észt ema ’anya’). - A finn: kaakko ’délkelet’ – észt kagu ’délkelet’ szavak is rokonságban állnak egymással. |
| länsi lääs vežgõr / ȭdõg |                            | itä ida mōgõr / ūomõg | - A finn: luode ’északnyugat’ – észt: loe ’északnyugat’ – lív: lūod ’északnyugat’ szavak alakja rokon, jelentésük pedig azonos. Az észt loe birtokos esetű alakja, a loode, jobban megmutatja a szó eredeti alakját. - A finn: pohjoinen ’észak’ – észt: põhi ’észak’ – lív: pūoj ’észak’ szavak szintén megfelelnek egymásnak. Eredetük vitatott, de annyi bizonyos, hogy a finn pohja, az észt põhi és a lív pūoj ’fenék, vég, alap(zat)’ jelentésű. - A finn: länsi ’nyugat’ – észt: lääs ’nyugat’ – lív: lēņtš ’délnyugat’ szintén összetartoznak, bár a lív változat jelentése eltér a másik kettőtől. A finn länt- erős tő, az észt lääne birtokos esetű alak, és a lív lǟnd- ragok előtt megjelenő alak jobban megmutatja a szavak közös eredetét. - A finn: itä ’kelet’ – észt: ida ’kelet’ – lív: idā ’északkelet’ szavak egy feltételezett *itä ’kelet’ jelentésű közfinn szóból származnak. - A finn: luonas ’délnyugat’ – észt: lõuna ’dél’ – lív: lȭinag ’dél’ szavak összefüggésben állnak a közfinn *lowna 'nap, dél' jelentésű szóval, a luonas a finnben a napszakot és az ebédet is jelenti. Az észtben létezik a nyelvjárási lõunag forma is, a lív közelebb áll ehhez. - A finn: etelä ’dél’ – észt: edel ’délnyugat’ – lív: jedāl ’dél’ szintén összetartoznak, vélhetően a közfinn *ete- ’elülső’ szót és *-la helynévképzőt tartalmazzák. A lívben a szóelején gyakran megjelenik egy másodlagos j- hang, egyes szavaknak ennek megfelelően két párhuzamos alakja is létezik, pl.: emīņ : jemīņ ’több’ vagy jemā : ǟma ’anya’ (vö. észt ema ’anya’). - A finn: kaakko ’délkelet’ – észt kagu ’délkelet’ szavak is rokonságban állnak egymással. |
| lounas edel lēņtš        | etelä lõuna lȭinag / jedāl | kaakko kagu ?         | - A finn: luode ’északnyugat’ – észt: loe ’északnyugat’ – lív: lūod ’északnyugat’ szavak alakja rokon, jelentésük pedig azonos. Az észt loe birtokos esetű alakja, a loode, jobban megmutatja a szó eredeti alakját. - A finn: pohjoinen ’észak’ – észt: põhi ’észak’ – lív: pūoj ’észak’ szavak szintén megfelelnek egymásnak. Eredetük vitatott, de annyi bizonyos, hogy a finn pohja, az észt põhi és a lív pūoj ’fenék, vég, alap(zat)’ jelentésű. - A finn: länsi ’nyugat’ – észt: lääs ’nyugat’ – lív: lēņtš ’délnyugat’ szintén összetartoznak, bár a lív változat jelentése eltér a másik kettőtől. A finn länt- erős tő, az észt lääne birtokos esetű alak, és a lív lǟnd- ragok előtt megjelenő alak jobban megmutatja a szavak közös eredetét. - A finn: itä ’kelet’ – észt: ida ’kelet’ – lív: idā ’északkelet’ szavak egy feltételezett *itä ’kelet’ jelentésű közfinn szóból származnak. - A finn: luonas ’délnyugat’ – észt: lõuna ’dél’ – lív: lȭinag ’dél’ szavak összefüggésben állnak a közfinn *lowna 'nap, dél' jelentésű szóval, a luonas a finnben a napszakot és az ebédet is jelenti. Az észtben létezik a nyelvjárási lõunag forma is, a lív közelebb áll ehhez. - A finn: etelä ’dél’ – észt: edel ’délnyugat’ – lív: jedāl ’dél’ szintén összetartoznak, vélhetően a közfinn *ete- ’elülső’ szót és *-la helynévképzőt tartalmazzák. A lívben a szóelején gyakran megjelenik egy másodlagos j- hang, egyes szavaknak ennek megfelelően két párhuzamos alakja is létezik, pl.: emīņ : jemīņ ’több’ vagy jemā : ǟma ’anya’ (vö. észt ema ’anya’). - A finn: kaakko ’délkelet’ – észt kagu ’délkelet’ szavak is rokonságban állnak egymással. |

A lívben a négy fő égtáj mentén rendeződtek újra a szóalakok. Az ’észak’ jelentésű pūoj a helyén maradt. A déli irányt két szó is jelöli, a jedāl a finn, a lȭinag az észt példát követi. A ’nyugat’ jelentéshez új szó kapcsolódott, az ȭdõg elsődleges jelentése: ’este’, a nap mozgása és az égtájak összekapcsolása általános jelenség a nyelvekben. Az ȭdõg ismeretlen eredetű, de talán összefüggésben van az ’éjszaka’ jelentésű īe szóval, aminek előzménye egy közfinn *üö lehetett. A ’kelet’ jelentésű ūomõg elsődleges jelentése szintén egy napszak, az ūomõg 'reggel' szó az észt hommik rokona, a lívben a szóeleji h- lekopása szabályos. A ’nyugat’ és ’kelet’ jelentés földrajzi tér szerinti szópárja is létrejött, a vežgõr és a mōgõr a közvetlen tapasztalás kifejeződései, a vežgõr-ben a vež ’víz’ jelentésű, a mōgõr-ben pedig a mō ’föld’ jelentésű szót találhatjuk, hiszen a líveknek nyugatra a tenger, keletre pedig a szárazföld volt. A négy fő égtáj nevének rögzülése után a közfinnből örökölt alakok ennek megfelelően elmozogtak. A nyugat helyéről a lēņtš déli irányba, a kelet jelentésű idā pedig északi irányba.

### Rokonságnevek
A baltikumi nyelvek nagy hatással voltak egymásra. A táblázatban szereplő rokonságnevek annak bemutatására szolgálnak, hogy az egyes szavak honnan származnak, vajon alapnyelvi eredetűek vagy átvételek, esetleg belső keletkezésűek, de egy velük érintkezésben lévő nyelv analógiájára keletkeztek. A szavak vizsgálatából kiderül, hogy az adott szó más szavak összetétele vagy képzése-e, és hogy a megalkotásukkor a jelentés mely mozzanata emelődött ki. Létezik-e a szónak hímnemű és nőnemű alakja, ezek milyen viszonyban vannak egymással, egymás képzései vagy esetleg teljesen különbözőek. Az adott nyelvek tesznek-e olyan különbséget, amely a magyarban nem áll fenn, egyáltalán létezik-e a magyar szónek az adott nyelven megfelelője.
A lívben jellemzőek a lett mintájára létrehozott összetett rokonságnevek, ilyeneket olykor az észtben is találunk. A finnségi nyelvek jellemző szóalkotási módja szerint a szó előtagja birtokos esetben áll az utótag előtt. Főleg a finnben, de az észtben is sok alapnyelvi eredetű rokonságnév megőrződött, a lívben ezek gyakran nem maradtak meg.
| testvér: finn: sisarus • észt: õve • lív: ‒ • lett: ‒ • litván: brolija | unoka: finn: lapsen\|lapsi • észt: lapse\|laps • lív: laps\|läpš • lett: maz\|bērns • litván: vaikaitlis |
| A bemutatott baltikumi nyelvek közül nem mindegyikben van ’testvér’ jelentésű szó. A finn sisarus a sisar ’nővér’ szó -us képzős változata. Az észt õve vagy õvi az õed-vennad szóösszetétel rövidítése, ebben az õde ’lánytestvér’ és a vend ’fiútestvér’ szavak többes számú formáji szerepelnek, ez egy újabb kori szóalkotás. A lívben és a lettben nincs ’testvér’ jelentésű szó, helyette a lív tidār, lett māsa ’lánytestvér’ vagy a lív veļ, lett brālis ’fiútestvér’ szavakat használják. A litván brolija a brolis ’fiútestvér’ szó -ija képzős alakja.                                                                                                | Az ’unoka’ szó a finnségi nyelvekben a ’gyerek’ jelentésű szóban megkettőzve található, az első birtokos esetben áll, az összetétel tulajdonképpen ’a gyerek gyereke’ jelentésű. A lett maz\|bērns a maz ’kis, kicsi’ és a bērns ’gyerek’ szavak összetétele. A litván vaikaitlis a vaikas ’gyerek’ szó -itlis képzővel ellátott alakja. |
| meny: finn: miniä • észt: minia • lív: mīņa • lett: vedekla • litván: marti | vő: finn: vävy • észt: väi\|mees • lív: znūot / tidār\|mīez • lett: znot • litván: žentas |
| A balti-finn nyelvek ’meny’ jelentésű szavai a finnugor *mińä szóalakra vezethetők vissza, amely az alapnyelvben is azonos jelentésű volt, a magyar meny szó is innen ered. A lett vedekla a vest ’vezetni, vinni’ szót tartalmazza, ennek litván vesti formájú megfelelője ’feleségül venni’ jelentéssel is bír. A litvánban létezik hímnemű alakja is, a vedeklis, amely eladó sorban lévű férfit jelöl, ez és a litván vedekla archaikus. A vest ved- tőváltozatán az -ekla képző található. | A finnségi nyelvek 'vő' jelentésű szava az alapnyelvi *wäŋe-re vezethetők vissza, ez a magyar megfelelő előzménye is. Az észt väi ’vő’ helyett gyakran a väi\|mees-t használják, amely utótagja a mees ’férfi’ szó, ennek lív alakja a mīez, ez a tidār\|mīez utótagja is, a tidār jelentése: ’lánya valakinek’. A lett és a litván szavak a lett zināt és litván žinoti ’tudni, ismerni, megismerni’ igével rokonok, a vő fogalomköréből azt a mozzanatot emelik ki, hogy a vő újonnan csatlakozik a családhoz. A lív a znūot-ot a lettből vette át. Megjegyzendő ugyanakkor, hogy a lettben is létezik egy ritkábban használt meitas\|vīrs ’a lány férje’ kifejezés is, amely szerepelhet egybe és külön írva is. |
| anyós: finn: anoppi • észt: ämm • lív: mīe\|jemā / naiz\|jemā lett: vīra\|māte / sievas\|māte • litván: uošvė | após: finn: appi • észt: äi • lív: mīe\|izā / naiz\|izā lett: vīra\|tēvs / sievas\|tēvs • litván: uošvis |
| A finn anoppi-t a finnugor *anɜ vagy *anɜppɜ alakra vezetik vissza, amely szintén ’anyós’-t jelenthetett, és amely vélhetően rokonságban áll a magyar nyelvjárásokban élő napa ’anyós’ szóval. A lív szavak első tagja arra utal, hogy az anyós a férjjel (mīez) vagy a feleséggel (jemā) áll-e rokonságban, a jemā jelentése: ’anya’. A lett szavak is ugyanezen analógiára épülnek fel, ritkábban használatosak, de az észtben is léteznek ilyen módon felépített megfelelők: mehe\|ema és naise\|ema, ezek szavak mindegyikében az első tag birtokos esetben áll. A litvánban az uošvė mellett létezik az anyta kifejezés, amely csak a férj anyjára értendő. | A finn appi őse a finnugor *appe lehetett, amely összefüggésben lehet a magyar apa és a nyelvjárási ipa ’após’ szavakkal, az apa és az ipa eredetileg párhuzamos alakok lehettek, és egyszerre jelentették az apát és az apóst, ahogy egyes nyelvjárásokban az apa ma is jelenthet apóst is. A lívben és a lettben ugyanazon analógia alapján épülnek fel a szavak, mint az anyós esetében, ilyen alakok az észtben is vannak: mehe\|isa, naise\|isa, az izā, tēvs és az isa szavak jelentése: ’apa’. A litván uošvis ’após’, az uošvė ’anyós’ hímnemű megfelelője. |
| nagynéni: finn: täti • észt: tädi • lív: tantõ • lett: tante • litván: teta | nagybácsi: finn: setä /eno • észt: onu • lív: izā\|veļ / jemā\|veļ • lett: tēvocis • litván: dėdė |
| A finn täti és az észt tädi rokonok egymással, de eredetük ismeretlen. A lett tante a német Tante ’nagynéni’ átvétele, a lív tantõ vagy a német vagy a lív szó átvétele, a finn tantta ’néni’ szó a svédből származik. A litván tate ’nagynéni, néni’ jelentésű, a ’nagybácsi’ jelentésű dėdė nőnemű párja a dėdienė a nagybácsi feleségét takraja. | A finn setä előzménye az uráli *ćečä lehetett, amely ’nagybácsi’ jelentésű volt. Észt nyelvjárásokban létezik a sedi szó, amely szintén ennek rokona. A finn eno és az észt uno a ’nagy, sok’ jelentésű uráli *enä szóból származhat. A finnben a setä inkább az apai ági, az eno inkább az anyai ági nagybácsit jelöli. A lív szavak az izā ’apa’ vagy a jemā ’anya’ előtagból és a veļ ’fiútestvér’ utótagból állnak. A lett tēvocis a tēvs ’apa’ képzett alakja, amely analóg a litvánban ritkán használt, nyelvjárási tėvokas-szal, ez ’idősebb férfi, nagyapa’ jelentésű. A lett onkulis a német Onkel átvétele, ez egyszerre jelent ’nagybácsi’-t, és ’idősebb férfi’-t, magyarul talán bátyja-ként fordítható, lívül: sūr\|veļki, ennek előtagja a sūr ’nagy’-ot jelent, a veļki a veļ képzett alakja, a -ki egyike a kicsinyítő képzőknek. |

### Idő
A magyar idő szó két jelentéssel bír, egyrészt jelenti a kronológiai időt, másrészt az időjárást. A lívben és a lettben ugyanezt a megoszlást találjuk, miközben a többi vizsgált nyelvben más homonimák léteznek, amelyben az időjárás és a levegő vagy az időjárás és a világ jelentésű szavak azonosak.
| ’idő’  | ’idő, időjárás’ | ’levegő’    | ’világ’            | A közfinn *aika-ból származó ’idő’ jelentésű szó különböző alaki módosulásokkal minden finnségi nyelvben megtalálható, a finnben aika, az észtben aeg, a lívben āiga. A lívben ennek a szónak a jelentése bővült ki az ’időjárás’ fogalommal. Ez minden valószínűség szerint lett hatásra alakult, ugyanis a lett laiks-nak is ez a két jelentése van, miközben a litvánban a laikas csak az ’idő’-t jelenti. A lett és a litván szavakat összefüggésbe hozták a lett likt ’tenni, rakni, hagyni’ és a litván likti ’maradni, hagyni’ szavakkal. A finnben két ’időjárás’-t jelentő szóval találkozunk. A sää finnugor eredetű, a *säŋe az alapnyelvben ’ég’ jelentésű lehetett, a magyar ég szavunk is ennek a folytatása. A finn ilma és az észt ilm a finnugor alapnyelvi *ilma folytatása, aminek a jelentése ’ég, időjárás, isten’ lehetett, a szó alakváltozatai ezekkel a különböző jelentésekkel a finnugor nyelvek széles körében megtalálhatóak. A lívben és a lettben az ’idő’ és az ’időjárás’ jelentésű szavak megegyeznek. Evvel összefüggésben alakult ki, hogy a lívben az *ilma szóból származó īlma ’világ’ jelentésűvé vált. A finnben a maailma ’világ’ két szó, a maa ’föld’ és az ilma ’levegő’ összetétele, a finnségi nyelvekben jellemző szóalkotási mód, hogy egy gyűjtőnév a jelenség két jellegzetes tagját vagy végpontját jelentő szavak összetétele, pl.: észt suud-silmad ’arc, tkp. szájak-szemek’, õed-vennad ’testvér, tkp. nővérek-fivérek’. Az észtben szintén megtaláljuk a maailm összetételt, de a déli nyelvjárásokban az ilm önállóan is lehet ’világ’ jelentésű. A lívben is létezik az īlma mellett a mōīlma összetétel, sőt, találkozhatunk a lettből átvett pasouļ szóval is. A lett pasaule a saule ’Nap’ szóból és a pa- ’alatt’ előképzőből áll, a világ tehát ebben a megközelítésben, minden, ami a nap alatt van. A lettben és a litvánban az előképzővel vagy előtaggal ellátott szavak gyakran megváltoztatják a végződésüket, a litvánban ezért lesz a pa- és a saule összetételéből pasaulis (vö. lett: vasara ’nyár’ > pavasaris ’tavasz’). Az ilma a finnben ’időjárás’ és ’levegő’ jelentésű, az észt õhk, a lív ȭg avagy ȭgt szavakkal rokon. A lívben ezen két szón túl létezik még a gais kifejezés, ez egy az egyben átvétele a lett gaiss-nak. A litván oras szintén az ’időjárás’-t és a ’levegő’-t, fogalomköre tehát azonos a finn megfelelőjével. |
| aika   | sää ilma        | ilma        | maailma            | A közfinn *aika-ból származó ’idő’ jelentésű szó különböző alaki módosulásokkal minden finnségi nyelvben megtalálható, a finnben aika, az észtben aeg, a lívben āiga. A lívben ennek a szónak a jelentése bővült ki az ’időjárás’ fogalommal. Ez minden valószínűség szerint lett hatásra alakult, ugyanis a lett laiks-nak is ez a két jelentése van, miközben a litvánban a laikas csak az ’idő’-t jelenti. A lett és a litván szavakat összefüggésbe hozták a lett likt ’tenni, rakni, hagyni’ és a litván likti ’maradni, hagyni’ szavakkal. A finnben két ’időjárás’-t jelentő szóval találkozunk. A sää finnugor eredetű, a *säŋe az alapnyelvben ’ég’ jelentésű lehetett, a magyar ég szavunk is ennek a folytatása. A finn ilma és az észt ilm a finnugor alapnyelvi *ilma folytatása, aminek a jelentése ’ég, időjárás, isten’ lehetett, a szó alakváltozatai ezekkel a különböző jelentésekkel a finnugor nyelvek széles körében megtalálhatóak. A lívben és a lettben az ’idő’ és az ’időjárás’ jelentésű szavak megegyeznek. Evvel összefüggésben alakult ki, hogy a lívben az *ilma szóból származó īlma ’világ’ jelentésűvé vált. A finnben a maailma ’világ’ két szó, a maa ’föld’ és az ilma ’levegő’ összetétele, a finnségi nyelvekben jellemző szóalkotási mód, hogy egy gyűjtőnév a jelenség két jellegzetes tagját vagy végpontját jelentő szavak összetétele, pl.: észt suud-silmad ’arc, tkp. szájak-szemek’, õed-vennad ’testvér, tkp. nővérek-fivérek’. Az észtben szintén megtaláljuk a maailm összetételt, de a déli nyelvjárásokban az ilm önállóan is lehet ’világ’ jelentésű. A lívben is létezik az īlma mellett a mōīlma összetétel, sőt, találkozhatunk a lettből átvett pasouļ szóval is. A lett pasaule a saule ’Nap’ szóból és a pa- ’alatt’ előképzőből áll, a világ tehát ebben a megközelítésben, minden, ami a nap alatt van. A lettben és a litvánban az előképzővel vagy előtaggal ellátott szavak gyakran megváltoztatják a végződésüket, a litvánban ezért lesz a pa- és a saule összetételéből pasaulis (vö. lett: vasara ’nyár’ > pavasaris ’tavasz’). Az ilma a finnben ’időjárás’ és ’levegő’ jelentésű, az észt õhk, a lív ȭg avagy ȭgt szavakkal rokon. A lívben ezen két szón túl létezik még a gais kifejezés, ez egy az egyben átvétele a lett gaiss-nak. A litván oras szintén az ’időjárás’-t és a ’levegő’-t, fogalomköre tehát azonos a finn megfelelőjével. |
| aeg    | ilm             | õhk         | maailm ilm         | A közfinn *aika-ból származó ’idő’ jelentésű szó különböző alaki módosulásokkal minden finnségi nyelvben megtalálható, a finnben aika, az észtben aeg, a lívben āiga. A lívben ennek a szónak a jelentése bővült ki az ’időjárás’ fogalommal. Ez minden valószínűség szerint lett hatásra alakult, ugyanis a lett laiks-nak is ez a két jelentése van, miközben a litvánban a laikas csak az ’idő’-t jelenti. A lett és a litván szavakat összefüggésbe hozták a lett likt ’tenni, rakni, hagyni’ és a litván likti ’maradni, hagyni’ szavakkal. A finnben két ’időjárás’-t jelentő szóval találkozunk. A sää finnugor eredetű, a *säŋe az alapnyelvben ’ég’ jelentésű lehetett, a magyar ég szavunk is ennek a folytatása. A finn ilma és az észt ilm a finnugor alapnyelvi *ilma folytatása, aminek a jelentése ’ég, időjárás, isten’ lehetett, a szó alakváltozatai ezekkel a különböző jelentésekkel a finnugor nyelvek széles körében megtalálhatóak. A lívben és a lettben az ’idő’ és az ’időjárás’ jelentésű szavak megegyeznek. Evvel összefüggésben alakult ki, hogy a lívben az *ilma szóból származó īlma ’világ’ jelentésűvé vált. A finnben a maailma ’világ’ két szó, a maa ’föld’ és az ilma ’levegő’ összetétele, a finnségi nyelvekben jellemző szóalkotási mód, hogy egy gyűjtőnév a jelenség két jellegzetes tagját vagy végpontját jelentő szavak összetétele, pl.: észt suud-silmad ’arc, tkp. szájak-szemek’, õed-vennad ’testvér, tkp. nővérek-fivérek’. Az észtben szintén megtaláljuk a maailm összetételt, de a déli nyelvjárásokban az ilm önállóan is lehet ’világ’ jelentésű. A lívben is létezik az īlma mellett a mōīlma összetétel, sőt, találkozhatunk a lettből átvett pasouļ szóval is. A lett pasaule a saule ’Nap’ szóból és a pa- ’alatt’ előképzőből áll, a világ tehát ebben a megközelítésben, minden, ami a nap alatt van. A lettben és a litvánban az előképzővel vagy előtaggal ellátott szavak gyakran megváltoztatják a végződésüket, a litvánban ezért lesz a pa- és a saule összetételéből pasaulis (vö. lett: vasara ’nyár’ > pavasaris ’tavasz’). Az ilma a finnben ’időjárás’ és ’levegő’ jelentésű, az észt õhk, a lív ȭg avagy ȭgt szavakkal rokon. A lívben ezen két szón túl létezik még a gais kifejezés, ez egy az egyben átvétele a lett gaiss-nak. A litván oras szintén az ’időjárás’-t és a ’levegő’-t, fogalomköre tehát azonos a finn megfelelőjével. |
| āiga   | āiga            | ȭg ȭgt gais | īlma mōīlma pasouļ | A közfinn *aika-ból származó ’idő’ jelentésű szó különböző alaki módosulásokkal minden finnségi nyelvben megtalálható, a finnben aika, az észtben aeg, a lívben āiga. A lívben ennek a szónak a jelentése bővült ki az ’időjárás’ fogalommal. Ez minden valószínűség szerint lett hatásra alakult, ugyanis a lett laiks-nak is ez a két jelentése van, miközben a litvánban a laikas csak az ’idő’-t jelenti. A lett és a litván szavakat összefüggésbe hozták a lett likt ’tenni, rakni, hagyni’ és a litván likti ’maradni, hagyni’ szavakkal. A finnben két ’időjárás’-t jelentő szóval találkozunk. A sää finnugor eredetű, a *säŋe az alapnyelvben ’ég’ jelentésű lehetett, a magyar ég szavunk is ennek a folytatása. A finn ilma és az észt ilm a finnugor alapnyelvi *ilma folytatása, aminek a jelentése ’ég, időjárás, isten’ lehetett, a szó alakváltozatai ezekkel a különböző jelentésekkel a finnugor nyelvek széles körében megtalálhatóak. A lívben és a lettben az ’idő’ és az ’időjárás’ jelentésű szavak megegyeznek. Evvel összefüggésben alakult ki, hogy a lívben az *ilma szóból származó īlma ’világ’ jelentésűvé vált. A finnben a maailma ’világ’ két szó, a maa ’föld’ és az ilma ’levegő’ összetétele, a finnségi nyelvekben jellemző szóalkotási mód, hogy egy gyűjtőnév a jelenség két jellegzetes tagját vagy végpontját jelentő szavak összetétele, pl.: észt suud-silmad ’arc, tkp. szájak-szemek’, õed-vennad ’testvér, tkp. nővérek-fivérek’. Az észtben szintén megtaláljuk a maailm összetételt, de a déli nyelvjárásokban az ilm önállóan is lehet ’világ’ jelentésű. A lívben is létezik az īlma mellett a mōīlma összetétel, sőt, találkozhatunk a lettből átvett pasouļ szóval is. A lett pasaule a saule ’Nap’ szóból és a pa- ’alatt’ előképzőből áll, a világ tehát ebben a megközelítésben, minden, ami a nap alatt van. A lettben és a litvánban az előképzővel vagy előtaggal ellátott szavak gyakran megváltoztatják a végződésüket, a litvánban ezért lesz a pa- és a saule összetételéből pasaulis (vö. lett: vasara ’nyár’ > pavasaris ’tavasz’). Az ilma a finnben ’időjárás’ és ’levegő’ jelentésű, az észt õhk, a lív ȭg avagy ȭgt szavakkal rokon. A lívben ezen két szón túl létezik még a gais kifejezés, ez egy az egyben átvétele a lett gaiss-nak. A litván oras szintén az ’időjárás’-t és a ’levegő’-t, fogalomköre tehát azonos a finn megfelelőjével. |
| laiks  | laiks           | gaiss       | pasaule            | A közfinn *aika-ból származó ’idő’ jelentésű szó különböző alaki módosulásokkal minden finnségi nyelvben megtalálható, a finnben aika, az észtben aeg, a lívben āiga. A lívben ennek a szónak a jelentése bővült ki az ’időjárás’ fogalommal. Ez minden valószínűség szerint lett hatásra alakult, ugyanis a lett laiks-nak is ez a két jelentése van, miközben a litvánban a laikas csak az ’idő’-t jelenti. A lett és a litván szavakat összefüggésbe hozták a lett likt ’tenni, rakni, hagyni’ és a litván likti ’maradni, hagyni’ szavakkal. A finnben két ’időjárás’-t jelentő szóval találkozunk. A sää finnugor eredetű, a *säŋe az alapnyelvben ’ég’ jelentésű lehetett, a magyar ég szavunk is ennek a folytatása. A finn ilma és az észt ilm a finnugor alapnyelvi *ilma folytatása, aminek a jelentése ’ég, időjárás, isten’ lehetett, a szó alakváltozatai ezekkel a különböző jelentésekkel a finnugor nyelvek széles körében megtalálhatóak. A lívben és a lettben az ’idő’ és az ’időjárás’ jelentésű szavak megegyeznek. Evvel összefüggésben alakult ki, hogy a lívben az *ilma szóból származó īlma ’világ’ jelentésűvé vált. A finnben a maailma ’világ’ két szó, a maa ’föld’ és az ilma ’levegő’ összetétele, a finnségi nyelvekben jellemző szóalkotási mód, hogy egy gyűjtőnév a jelenség két jellegzetes tagját vagy végpontját jelentő szavak összetétele, pl.: észt suud-silmad ’arc, tkp. szájak-szemek’, õed-vennad ’testvér, tkp. nővérek-fivérek’. Az észtben szintén megtaláljuk a maailm összetételt, de a déli nyelvjárásokban az ilm önállóan is lehet ’világ’ jelentésű. A lívben is létezik az īlma mellett a mōīlma összetétel, sőt, találkozhatunk a lettből átvett pasouļ szóval is. A lett pasaule a saule ’Nap’ szóból és a pa- ’alatt’ előképzőből áll, a világ tehát ebben a megközelítésben, minden, ami a nap alatt van. A lettben és a litvánban az előképzővel vagy előtaggal ellátott szavak gyakran megváltoztatják a végződésüket, a litvánban ezért lesz a pa- és a saule összetételéből pasaulis (vö. lett: vasara ’nyár’ > pavasaris ’tavasz’). Az ilma a finnben ’időjárás’ és ’levegő’ jelentésű, az észt õhk, a lív ȭg avagy ȭgt szavakkal rokon. A lívben ezen két szón túl létezik még a gais kifejezés, ez egy az egyben átvétele a lett gaiss-nak. A litván oras szintén az ’időjárás’-t és a ’levegő’-t, fogalomköre tehát azonos a finn megfelelőjével. |
| laikas | oras            | oras        | pasaulis           | A közfinn *aika-ból származó ’idő’ jelentésű szó különböző alaki módosulásokkal minden finnségi nyelvben megtalálható, a finnben aika, az észtben aeg, a lívben āiga. A lívben ennek a szónak a jelentése bővült ki az ’időjárás’ fogalommal. Ez minden valószínűség szerint lett hatásra alakult, ugyanis a lett laiks-nak is ez a két jelentése van, miközben a litvánban a laikas csak az ’idő’-t jelenti. A lett és a litván szavakat összefüggésbe hozták a lett likt ’tenni, rakni, hagyni’ és a litván likti ’maradni, hagyni’ szavakkal. A finnben két ’időjárás’-t jelentő szóval találkozunk. A sää finnugor eredetű, a *säŋe az alapnyelvben ’ég’ jelentésű lehetett, a magyar ég szavunk is ennek a folytatása. A finn ilma és az észt ilm a finnugor alapnyelvi *ilma folytatása, aminek a jelentése ’ég, időjárás, isten’ lehetett, a szó alakváltozatai ezekkel a különböző jelentésekkel a finnugor nyelvek széles körében megtalálhatóak. A lívben és a lettben az ’idő’ és az ’időjárás’ jelentésű szavak megegyeznek. Evvel összefüggésben alakult ki, hogy a lívben az *ilma szóból származó īlma ’világ’ jelentésűvé vált. A finnben a maailma ’világ’ két szó, a maa ’föld’ és az ilma ’levegő’ összetétele, a finnségi nyelvekben jellemző szóalkotási mód, hogy egy gyűjtőnév a jelenség két jellegzetes tagját vagy végpontját jelentő szavak összetétele, pl.: észt suud-silmad ’arc, tkp. szájak-szemek’, õed-vennad ’testvér, tkp. nővérek-fivérek’. Az észtben szintén megtaláljuk a maailm összetételt, de a déli nyelvjárásokban az ilm önállóan is lehet ’világ’ jelentésű. A lívben is létezik az īlma mellett a mōīlma összetétel, sőt, találkozhatunk a lettből átvett pasouļ szóval is. A lett pasaule a saule ’Nap’ szóból és a pa- ’alatt’ előképzőből áll, a világ tehát ebben a megközelítésben, minden, ami a nap alatt van. A lettben és a litvánban az előképzővel vagy előtaggal ellátott szavak gyakran megváltoztatják a végződésüket, a litvánban ezért lesz a pa- és a saule összetételéből pasaulis (vö. lett: vasara ’nyár’ > pavasaris ’tavasz’). Az ilma a finnben ’időjárás’ és ’levegő’ jelentésű, az észt õhk, a lív ȭg avagy ȭgt szavakkal rokon. A lívben ezen két szón túl létezik még a gais kifejezés, ez egy az egyben átvétele a lett gaiss-nak. A litván oras szintén az ’időjárás’-t és a ’levegő’-t, fogalomköre tehát azonos a finn megfelelőjével. |

## Szövegminta

### A Miatyánk
A Miatyánknak lív nyelven több változata is létezik, ezek közül közlünk egyet, amely a mai írásképpel íródott, összevetve a finn és az észt nyelvű változatokkal:
| Finnül | Észtül | Lívül | Magyarul |
| --- | --- | --- | --- |
| Isä meidän, joka olet taivaissa, Pyhitetty olkoon sinun nimesi. Tulkoon sinun valtakuntasi. Tapahtukoon sinun tahtosimyös maan päällä niin kuin taivaassa. Anna meille tänä päivänä jokapäiväinen leipämme. Ja anna meille anteeksi velkamme, niin kuin mekin annamme anteeksi velallisillemme. Äläkä saata meitä kiusaukseen, vaan päästä meidät pahasta. Aamen. | Meie Isa, kes sa oled taevas, Pühitsetud olgu Sinu nimi. Sinu riik tulgu. Sinu tahtmine sündigu nagu taevas, nõnda ka maa peal. Meie igapäevast leiba anna meile tänapäev. Ja anna meile andeks meie võlad, nagu meiegi andeks anname oma võlglastele. Ja ära saada meid kiusatusse, vaid päästa meid ära kurjast. Aamen. | Mäd iza, kis sa vuod touvis, Pyvātõd las sāg sin nim. Las tulgõ sin vālikštõkš. Sin mēļ las sugūg ku touvis, nei ka mā pǟl. Mäd jegga pävvist leibõ ānda mädõn tämpõ. Un jeta mädõn mäd vȭlgad, kui ka meig jetām ummõ vȭlgalistõn. Un äla vī meidi ķertāmiz sizõl, Aga pästa meidi jera siest kurēst. Āmen. | Mi Atyánk, aki a mennyekben vagy, Szenteltessék meg a Te neved. Jöjjön el a Te országod. Legyen meg a Te akaratod, amint a mennyben, úgy a földön is. Mindennapi kenyerünket add meg nekünk ma, És bocsásd meg vétkeinket, miképpen mi is megbocsátunk az ellenünk vétkezőknek. És ne vígy minket kísértésbe, de szabadíts meg a gonosztól. Ámen. |

### A Lív himnusz
A Lív himnusz szövegét Kōrli Stalte alkotta meg 1923-ban, a lív nemzeti mozgalom idején. A mű ugyanarra a dallamra íródott, amelyet a Fredrik Pacius szerzett 1848-ban a finn himnuszhoz, és amelyre az észt himnusz is íródott, evvel akarták kifejezni a három nép egymás iránti szolidaritását. A Lív himnusznak több magyar fordítása is van, itt egy közel szó szerinti fordítást adunk:
| Lívül | Magyarul |
| --- | --- |
| Min izāmō Min izāmō, min sindimō, ūod ārmaz rānda sa, kus rāndanaigās kazābõd vel vanād, vizād piedāgõd. Min ārmaz īlmas ūod set sa, min tõurõz izāmō! — ♦ — Min izāmō, min sindimō, ūod ārmaz rānda sa, kus lāinõd mierstõ vīerõbõd un rāndan sūdõ āndabõd. Min ārmaz īlmas ūod set sa, min tõurõz izāmō! — ♦ — Min izāmō, min sindimō, ūod ārmaz rānda sa, kus jelābõd īd kalāmīed, kis mīer pǟl ātõ pǟvad īed. Min ārmaz īlmas ūod set sa, min tõurõz izāmō! — ♦ — Min izāmō, min sindimō, ūod ārmaz rānda sa, kus kūltõb um vel pivā ēļ - min amā ārmaz rāndakēļ. Min ārmaz īlmas ūod set sa, min tõurõz izāmō! | Apaföldem Apaföldem, szülőföldem, te vagy a szeretett part, ahol a partvonalon nőnek még öreg, erős erdeifenyők. A szerelmem a világon csak te vagy, drága apaföldem. — ♦ — Apaföldem, szülőföldem, te vagy a szeretett part, ahol a hullámok a tengerből kigördülnek és a partnak csókot adnak. A szerelmem a világon csak te vagy, drága apaföldem. — ♦ — Apaföldem, szülőföldem, te vagy a szeretett part, ahol csak halászok élnek, akik a tengeren vannak nappalokat és éjjeleket. A szerelmem a világon csak te vagy, drága apaföldem. — ♦ — Apaföldem, szülőföldem, te vagy a szeretett part, ahol hallatszódik még a szent hang, az én legjobban szeretett lív nyelvem. A szerelmem a világon csak te vagy, drága apaföldem. |

### Nyelvleírás és nyelvtörténet
- Bereczki Gábor 1996. A magyar nyelv finnugor alapjai. Universitas Könyvkiadó. Budapest
- Bereczki Gábor. 2000. Bevezetés a balti finn nyelvészetbe. Universitas Könyvkiadó. Budapest
- Boiko, Kersti 2000. Līvõ kēļ. Lībiešu valoda. Līvu Savienību/Līvõd Īd. Riga
- Fodor István 2000. A világ nyelvei. Budapest. Akadémiai Kiadó
- Hajdú Péter 1991. Az uráli nyelvészet alapkérdései. Tankönyvkiadó. Budapest
- Kettunen, Lauri 1938. Livisches Wörterbuch: mit grammatischer Einleitung. Suomalais-Ugrilainen Seura. Helsinki
- Kozmács István–Sipőcz Katalin szerk. 2008. Uralisztika. Fejezetek az uráli nyelvészetből. SZTE Juhász Gyula Felsőoktatási Kiadó. Szeged
- Šuvcāne, Valda–Ernštreite, Ieva 1999. Latviešu-lībiešu-angļu sarunvārdnīca. Leţkīel-līvõkīel-engliškīel rõksõnārōntõz. Latvian-Livonian-English Phrase Book
- Suhonen, Seppo 1973. Die jungen lettischen Lehnwörter im livischen. Suomalaisen Kirjallisuuden Kirjapaino. Helsinki

### Szociolingvisztika, nyelvi kontaktus és státusz
- Ambrus Mónika 2004. Lettország – állampolgárnak lenni vagy nem (állampolgárnak) lenni? Themis. 2004/július. 5–11.
- Bojtár Endre 1997. Bevezetés a baltisztikába. Osiris Kiadó. Budapest
- Csepregi Márta szerk. 2001. Finnugor kalauz. Panormána. Budapest
- Décsy Gyula 1973. Die Linguistische Struktur Europas. Vergangenheit, Gegenwart, Zukunft. Harassowitz. Wiesbaden
- Ernštreits, Valts‑Kļava, Gunta 2014. Grammatical changes caused by contact between Livonian and Latvian. Eesti ja soome-ugri keeleteaduse ajakiri. 77.–90.
- Laczházi Aranka 2005. A hivatalos és a „kisebbségi” nyelv Lettországban. Kisebbségkutatás 2005/3.
- Lagzi Gábor 2008. Kisebbségi kérdés, nemzeti kisebbségek Észtországban, Lettországban és Litvániában a rendszerváltást követő időszakban. EÖKK. Budapest
- Németh Ádám 2009. Lettország nemzetiségi szerkezetének átalakulása a XIX-XX. században és napjainkban. Modern Geográfia. 2009/II.
- Nītiņa, Daina 1998. Könyv a lett nyelvről. Szombathely. Savariae

### Szépirodalom
- Domokos Péter szerk. 1984. Finnugor-szamojéd (uráli) regék és mondák. Móra Ferenc Könyvkiadó
- Loorits, Oskar 1927. Valik liivi muistendeid. Leelo.

### Szótárak
- Lív-észt-lett szótár  •  Keresőfelület  •  Deklinációs táblázat  •  Konjugációs táblázat
- Angol-lív-lett szótár

### Tanulmányok
- (magyar) A lívek története
- (magyar) A finnugor és szamojéd népek zászlói
- (észt) A lív irodalmi nyelv kialakulása (Liivi kirjakeele kujunemine)
- (lett) A lett nyelv szókészletének finnugor leltára a gondolkodásban (Par latviešu valodas leksisko somugrismu inventarizāciju domājot) Archiválva 2015. május 18-i dátummal a Wayback Machine-ben
- (angol) Lív fokváltakozás: típusok és eredet (Livonian gradation: types and genesis)
- (angol) Lív tövek (Livonian stød)
- (angol) A kötelezettség, a kötelesség és a szükségesség szerkezetei a lívben (Constructions of Obligation, Duty, and Necessity in Livonian)
- (finn) Tézisek a kisebbségi nyelvekről a Balti-tenger Lív Partvidékén (Tutkielmia vähemmistökielistä jäämereltä liisinrantaan)[halott link]
- ↑ Bojtár: Bojtár Endre:  Bevezetés a baltisztikába. www.tankonyvtar.hu. Osiris (1997)  (Hozzáférés: 2016. december 14.) (pdf)

### Cikkek
- (lett) A lív nyelv helyzete ma (Lībiešu valodas situācija)
- (angol) A lív nyelv életben tartása ‑ Lettország kevésbé ismert nyelve (Keeping Livonian -- Latvia's Lesser Known Language -- Alive)
- (angol) Lettország törpe lív kisebbsége küzd a nyelv életben tartásáért (Latvia's tiny Livonian minority struggles to keep its language alive)

### Szépirodalom és szövegminta
- (angol) Lív mesék (Livonian tales)
- (angol) (lív) A Līvlizt című folyóirat tartalomjegyzéke
- (angol) (lív) Lív nyelvű videók és hanganyagok
- (lív) Ferdinand Johann Wiedemann és a lívek (Ferdinand Johann Wiedemann ja līvlizt)
- (lív) Lettország alaptörvénye (Pūojpandõks)
- (lív) Dundadznieks 2010. márciusi szám, 7. oldal
- (lív) Lív nyelvű cikkek a livones.net-en:
  - Dundagai lív nyelvek (Dūoņignikā līvõ kīelkõks)
  - Boldog 2011. évet! (Vȯndzizt 2011. āigastõ!)
  - 2011. – A lív nyelv és kultúra éve (2011. – Rovdvaidli līvõ kīel ja kultūr āigast)
  - V. Ernštreit Lectio Praecursoria
  - Koiva a lívek mellett (Koiva līvlizt jūs)
  - Április másodikán a lív nyelvvel kapcsolatos rendezvények (Aprīls kakš suggimizt līvõ kīel pierāst)
  - Bōjk kōd kōla päl
  - Grizelda Kristiņ 100 éves jubileumának ünnepsége (Grizelda Kristiņ 100 āigast jubilej pivāstimi)
  - Az LKS és az LSS köszöntése Grizeldának (LKS ja LSS tēriņtõks Grizeldan)
  - Lív Alap Ventspilsben (Līvõd Fond Vǟntas)
  - Meghalt Erna Vanaga (Um Kūolõn Erna Vanaga)
  - Mati Hint professzor köszöntése (Profesōr Mati Hint tēriņtimi)
  - Andris Bērziņš államelnök beszéde (Vald prezident Andris Bērziņš rõk)
  - A lív nyelv ma (konferencia) (Līvõ kēļ tämpõ (rõk konferentsõs))
  - Lív művészeti kiállítás és egy lív ábécés könyv megjelenése (Līvõ kuņšt nägțimi ja līvõd ābēd vāldiž tiemi)